# Юрійчук Юлія Євгеніївна
Ю́лія Юрійчу́к (* 1998) — українська каноїстка; майстер спорту України (липень 2021).

## З життєпису
Батько Володимир Іщенко познайомив її зі спортом та став першим тренером. Почала веслувати 2010 року в уманській молодіжній спортивній школі.
Студентка Уманського державного педагогічного університету імені Павла Тичини.
В квітні 2021 року на Кубку України пам'яті Юлії Рябчинської з веслування на байдарках і каное відібралася в збірну України (на Олімпіаду в Токіо-2020).
Пройшла кваліфікацію у жіночих змаганнях на трьох дистанціях на літніх Олімпійських іграх 2020 року
Вийшла до півфіналу Олімпійських ігор-2020 Юлія Юрійчук та Марія Повх відібралися до 1/2 фіналу в байдарках-одиночках на дистанції 500 метрів; Юлія на дистанції 200 метрів проте до півфіналу не дійшла.